# Diego Dávalos Figueroa
Diego Dávalos Figueroa, (Écija, España, 1551-La Paz, Virreinato del Perú, 25 de febrero de 1616) fue un poeta español que desarrolló su obra literaria en el Perú, entonces sede de un inmenso virreinato dependiente del imperio español. Formó parte de la Academia Antártica. En 1602 publicó en Lima una obra poética, titulada Miscelánea austral, donde se revela la influencia de la poesía italiana.

## Biografía
Según su propia confesión, nació en Écija, de una respetable y acomodada familia hidalga. Sus padre fueron Tello de Aguiar Figueroa y María Dávalos y Fajardo. Tuvo dos hermanos, de nombres Tello y Aldonza. Muy joven, se alistó en el ejército y luchó en la guerra de las Alpujarras (1568-1570).
De regreso a su ciudad natal, se vio obligado a marchar al Nuevo Mundo, debido a unas aventuras amorosas que le ocasionaron «gastos, prisión y disgustos largos», según él mismo cuenta.
Se embarcó en Sanlúcar de Barrameda y tras un azaroso viaje que lo llevó a tocar las islas Canarias y La Española, arribó a Panamá en 1573. Posiblemente ejerció el oficio de las armas, pero pronto se sintió atraído por la actividad minera de Potosí y en 1574 marchó a las Charcas, actual Bolivia, que formaba parte del virreinato del Perú, entonces gobernado por el virrey Francisco de Toledo.
Tras largos años dedicado al oficio de minero, se estableció finalmente en La Paz, donde conoció a Francisca de Bribiesca y Arellano, mujer de refinada cultura que había sido menina y dama de compañía de la reina, antes de viajar a América casada con un conquistador, de quien había enviudado y heredado una fortuna. Se casó con ella el 20 de noviembre de 1589. Según cuenta él mismo, fueron los diálogos que sostenía con su amada esposa en el jardín de su casa lo que le inspiraron a componer su célebre obra Miscelánea austral, cuya dedicatoria aparece fechada el 6 de septiembre de 1601.
En 1608, la anónima autora del Discurso en loor de la poesía lo menciona en estos términos:

Este, por ser quien es, me da licencia
que abrevie aquí las alabanzas suyas;
que es símbolo el callar de reverencia.
Más aún tú la vana gloria huyas
(que por la dar mujer será bien vana)
callar no quiero, oh Avalos, las tuyas;
y cuando calle yo, sabe la Indiana
América muy bien cómo es D. Diego
honor de la poesía castellana.

No se sabían más detalles de su vida posterior hasta que investigaciones modernas han determinado que siguió viviendo en La Paz, donde fue declarado vecino feudatario y nombrado regidor del cabildo. Aunque su esposa obtuvo el divorcio y la separación de bienes, él siguió gozando de una posición holgada, hasta que falleció el 25 de febrero de 1616.

## Obras
- Miscelánea austral (Lima, 1602), que incluye 44 diálogos en prosa y verso entre Delio y Cilena (que serían él mismo y su esposa), dedicados a la disertación docta de la poesía, el amor y otras temáticas renacentistas. Se nota en esta obra una clara influencia de la poesía italiana, y se incluyen largas traducciones de Luigi Tansillo y Vittoria Colonna, marquesa de Pescara, sin contar las múltiples citas de latín y griego. Esta obra ha sido celebrada por críticos modernos como Luis Alberto Sánchez, aunque la rareza de sus ediciones (apenas se conservan dos ejemplares de su edición original) ha motivado que mayormente pasara inadvertida.[5][7]
- Defensa de damas (1603), segunda parte de la anterior, poema dividido en 6 cantos y con un total de 471 octavas, o sea un total de 3768 versos. Como alude su título, defiende a las damas de los diversos cargos que se les suele achacar, como el de ser altivas, parleras y envidiosas.[8][9]